# (5277) Brisbane
(5277) Brisbane es un asteroide perteneciente al cinturón de asteroides, descubierto el 22 de febrero de 1988 por Robert H. McNaught desde el Observatorio de Siding Spring, Nueva Gales del Sur, Australia.

## Designación y nombre
Designado provisionalmente como 1988 DO. Fue nombrado Brisbane en homenaje a Brisbane, capital de Queensland, honra a Sir Thomas Makdougall Brisbane, astrónomo y gobernador colonial que estableció el primer observatorio permanente de Australia en el año 1822. El descubridor del asteroide nació a 20 km del lugar de nacimiento de Brisbane en Ayrshire, Escocia.

## Características orbitales
Brisbane está situado a una distancia media del Sol de 2,304 ua, pudiendo alejarse hasta 2,629 ua y acercarse hasta 1,980 ua. Su excentricidad es 0,140 y la inclinación orbital 8,572 grados. Emplea 1278,03 días en completar una órbita alrededor del Sol.

## Características físicas
La magnitud absoluta de Brisbane es 14. Tiene 3,032 km de diámetro y su albedo se estima en 0,366.